# Hsiao Shu-Chin
Hsiao Shu-Chin (5 de mayo de 1960) es una deportista taiwanesa que compitió en tenis de mesa adaptado. Ganó dos medallas en los Juegos Paralímpicos de Verano, bronce en Sídney 2000 y plata en Atenas 2004.

## Palmarés internacional
| Representando a China Taipéi |                    |                   |            |
| Juegos Paralímpicos          |                    |                   |            |
| Año                          | Lugar              | Medalla           | Prueba     |
| 2000                         | Sídney (Australia) | Medalla de bronce | Equipo 4-5 |
| 2004                         | Atenas (Grecia)    | Medalla de plata  | Equipo 4-5 |